# كروتون حاد الأوراق
كروتون حاد الأوراق (الاسم العلمي: Croton acutifolius) هو نوع نباتي يتبع جنس الكروتون من فصيلة الحلابية.